# جمعية القلب الأمريكية
جمعية القلب الأمريكية (بالإنجليزية: American Heart Association)‏ هي جمعية أمريكية غير هادفة للربح تُعنى بأمراض القلب، شعارها: "نهدف لبناء حياة أصح، خالية من أمراض القلب والسكتات الدماغية. تقوم هذه الجمعية بدعم الجهود العلمية ونشر عدد من التوصيات لعلاج أمراض القلب والأوعية الدموية، من أهمها المشاركة في صياغة توصيات للإنعاش، وتوصيات علاجية لعدد من القضايا المهمة في علاج أمراض القلب. وتعتبر مرجعاً لنشر العديد من البحوث عن طريق المجلات العلمية التي تصدرها وأهمها مجلتي Circulation والتي تُعنى بالدورة الدموية، ومجلة Stroke والتي تعنى بالسكتة الدماغية.

## تأسيس الجمعية
تأسست الجمعية في عام 1915، عندما شارك عدد من أطباء مدينة نيويورك الأمريكية في تأسيس جمعية تُعنى بأمراض القلب والشرايين.، ثم لتتوحد الجهود على مستوى الولايات المتحدة في عام 1924.

### الأعضاء المؤسسون
- د. لويس كونر (Dr. Lewis Conner) ود. روبرت هالسي (Dr. Robert Halsey) من نيويورك.
- د. باول وايت (Dr. Paul White) من بوسطن
- د. جوسف سايلر (Dr. Joseph Sailer) من فيلادلفيا، بنسيلفانيا
- د. روبرت بربل (Dr. Robert Preble) من شيكاغو
- د. هيو مككيولوتش (Dr. Hugh McCulloch) من سانت لويس.[6]

## منشورات الجمعية
تصدر الجمعية عدداً من المجلات العلمية التي تعتبر من أهم المجلات عالمياً ومراجع في علوم القلب والأوعية الدموية، وإصدارات الجمعية الدورية بالإنجليزية تشمل:
- Arteriosclerosis, Thrombosis, and Vascular Biology وتُعنى بالتصلب العصيدي وعلوم الأوعية الدموية.
- مجلات الدورة الدموية Circulation Journals وتشمل:
  - Circulation وهي المجلة العامة لأمراض الدورة الدموية وأسبابها.
  - Circulation: Arrhythmia and Electrophysiology وتُعنى باضطرابات النظم والوظيفة الكهربية للقلب.
  - Circulation: Heart Failure وتُعنى بقصور القلب.
  - Circulation: Cardiovascular Imaging وتُعنى بالتصوير الطبي للقلب.
  - Circulation: Cardiovascular Interventions وتُعنى بعلاجات القلب التدخلية (قسطرة القلب وجراحة القلب).
  - Circulation: Cardiovascular Quality and Outcomes وتُعنى بجودة العلاج القلبي ونتائجه.
  - Circulation: Cardiovascular Genetics وتُعنى بجينات أمراض القلب.
- Circulation Research

وتُعنى بالبحث العلمي في مجالات الدورة الدموية.
- Hypertension وتُعنى بأمراض فرط ضغط الدم.
- Stroke وتُعنى بالسكتة الدماغية.

## روابط خارجية
قائمة مجلات جمعية القلب الأمريكية.